# Scraped
"Scraped" är en låt av det amerikanska rockbandet Guns N' Roses. Låten är spår 8 på albumet Chinese Democracy från 2008, och är 3 minuter och 31 sekunder lång, vilket gör den till den kortaste låten på albumet. Den är skriven av Axl Rose, Caram Costanzo och Brian Carroll
Låten innehåller ett stort antal lager av sånginspelningar som placerats på varandra, och det 16 sekunder långa introt till låten är helt a cappella.